# Franziska Hamann
Franziska Hamann (* 5. September 1907 in Oldenburg in Oldenburg; † 5. April 1981 in Kiel) war eine deutsche Malerin und Karikaturistin.

## Leben

### Werdegang
Franziska Hamann lebte seit 1922 in Kiel und besuchte von 1924 bis 1928 die Metallbildhauerklasse an der dortigen Kunstgewerbeschule (heute: Muthesius Kunsthochschule); dort wurde sie von Karl Rhein, Theodor Riebecke (* 16. Dezember 1889 in Koblenz) und Franz Georg Zimmermann unterrichtet. Während ihrer Studienzeit errang sie mehrere erste und zweite Preise bei Wettbewerben an der Schule.
Von 1929 bis 1941 und von 1952 bis 1969 arbeitete sie als technische Zeichnerin vorwiegend im Kieler Vermessungsamt.
Während der Zeit des Nationalsozialismus (NS) konnte sie aufgrund von Denunziationen nur eingeschränkt künstlerisch arbeiten; ihr 1934 entstandenes Bild Jahrmarkt mit Schaubude wurde in dieser Zeit konfisziert. 1937 nahm sie an der Ausstellung Kunstschaffen in Kiel teil, eine Ausstellung, die der NS-Zensur entgangen war.
Von 1946 bis 1949 zeichnete sie als freie Mitarbeiterin für die Schleswig-Holsteinische Volkszeitung politische Karikaturen.

### Künstlerisches Wirken
Franziskas Hamanns sehr vielfältiges Œuvre umfasste um 1925 entstandene konstruktivistische Figurenskizzen, penibel erfasste Architekturbilder, Karikaturen und vor allem gesellschaftskritische Bilder in der Stadt Kiel im Stile eines Otto Dix.

## Mitgliedschaften
- Bis 1933 gehörte Franziska Hamann dem Verband Junger Kieler Künstler an.

## Werke (Auswahl)
- Landesbibliothek Kiel.[4]
- Kieler Schloßruine 1957–1960, Kultusministerium Kiel.[5]